# Crazy for You - Pazzo per te
Crazy for You - Pazzo per te (Vision Quest) è un film del 1985 diretto da Harold Becker. Trae vaga ispirazione da un racconto del 1979, scritto dall'ex allenatore di wrestling Terry Davis.

## Trama
Il diciottenne Louden Swain è un lottatore della Thompson High School di Spokane. la Lotta è la sua unica passione e trascorre il proprio tempo in duri allenamenti e diete con lo scopo di poter sfidare e battere il campione dello stato di Washington Brian Shute della Hoover High. Ma la tranquillità della sua vita e le ambizioni vengono messe alla prova da Carla, un'artista di Trenton che si dirige verso San Francisco che un giorno entra a far parte della sua vita stravolgendola. Louden si innamora subito di lei e la invita a restare a vivere con lui e suo padre, fa del suo meglio per conquistare il suo cuore e convincerla a rimanere, rischiando di dimenticare le sue ambizioni atletiche, ma Carla più realista e pragmatica lo spinge a non perdere l'occasione e a battersi per il titolo; la vittoria è l'epilogo di avvenimenti che come riflette il protagonista vanno vissuti al meglio delle possibilità.

## Produzione
Nella realtà l'unico vero lottatore in questo film è Michael Schoeffling (Kuch) che ha partecipato anche a competizioni internazionali come a Monaco 1972, mentre Matthew Modine (Louden Swain) era un modesto atleta e Frank Jasper (Shute) invece un judoka.

## Colonna sonora
Madonna, che nel film interpreta una cantante di piano-bar, ha inciso due canzoni per la colonna sonora: Gambler e Crazy for You (quest'ultima fu pubblicata anche nelle raccolte The Immaculate Collection (1990), Something to Remember (1995) e Celebration (2009).

### Tracce
1. Only the Young – 4:01 – Journey
2. Change – 3:14 – John Waite
3. Shout to the Top! – 4:18 – The Style Council
4. Gambler – 3:54 – Madonna
5. She's On the Zoom – 3:18 – Don Henley
6. Hungry for Heaven – 4:12 – Dio
7. Lunatic Fringe – 4:20 – Red Rider
8. I'll Fall in Love Again – 4:11 – Sammy Hagar
9. Hot Blooded – 4:24 – Foreigner
10. Crazy for You – 4:08 – Madonna

## Incasso
Il film ha incassato negli Stati Uniti 13 milioni di dollari.